# Нкана
«Нкана» (англ. Nkana Football Club) — замбийский футбольный клуб из Китве, ранее носивший такие названия, как: «Рокана Юнайтед» и «Нкана Ред Девилз».  Выступает в Первом дивизионе Чемпионата Замбии. Домашние матчи проводит на стадионе «Скривнес Стэйдиум», вмещающем 22 000 зрителей.

## История
Нкана один из старейших футбольных клубов Замбии, основан в 1935 году в Китве под названием Rhokana United FC, позднее был переименован в Nkana Red Devils. В 1990 году клуб занял второе место в Кубке чемпионов Африки , став единственной командой Замбии, которая когда-либо доходила до финала.
Нкана имел успех в 1980-х и начале 1990-х годов, выиграв девять чемпионских титулов с 1982 по 1993 год. Тренируемый Мозесом Симвалой, ряд выдающихся игроков выступали за Нкану в этот период.
В 2004 году клуб впервые в своей истории вылетел из высшего дивизиона, в этот период испытывал финансовые проблемы. В 2007 году Нкана вернулся в высший дивизион после победы в дивизионе «Север».
Нкана выигрывал Суперлигу чемпионата Замбии тринадцать раз, последний раз в 2020 году.

## Достижения

### Местные
- Чемпион Замбии — 13 (1982, 1983, 1985, 1986, 1988, 1989, 1990, 1992, 1993, 1999, 2001, 2013, 2020)
- Обладатель Кубка Замбии — 6 (1986, 1989, 1991, 1992, 1993, 2000)
- Кубок Вызова — 7 (1964, 1966 (как «Рокана Юнайтед»), 1992, 1993, 1998, 1999, 2000)

### Международные
- Кубок Чемпионов КАФ (0)
  - Финалист: 1990
    - Полуфиналист: 1983, 1986, 1989, 1991